# 龚丽正
龔麗正（1767年—1841年），字至極，一字暘谷，又字賜泉，號學路，又號闇齋，浙江杭州府仁和縣人，清朝政治人物。文學家、思想家龔自珍之父。

## 生平
乾隆六十年（1795年）乙卯科浙江鄉試舉人，嘉慶元年（1796年）丙辰科二甲第十八名進士。授內閣中書，四年（1799年）充軍機章京，改禮部主事，升員外郎、郎中，十七年（1812年）出為徽州府知府，二十年（1815年）調安慶府知府，二十一年（1816年）升江蘇按察使，道光二年（1822年）任蘇松太道，五年（1825年）致仕歸里，二十一年（1841年）三月卒於家。

## 著作
著有《國語補注》、《三禮圖考》、《兩漢書質疑》、《楚辭名物考》等卷。

## 軼事
龔麗正調任安慶府知府時，奉嘉慶帝的特旨，抓捕教匪餘黨。那時但凡在安徽各州縣偵緝捕獲的罪犯，都得押解到安慶府，由知府親自審訊。龔麗正審訊後，得知這些被捕的人皆非真正的教匪餘黨，於是說：“予當為若輩申教之。”然後他寫信給時任刑部尚書的戴敦元，直陳此次抓捕的逆黨純屬冤枉好人，應該馬上將他們釋放。戴敦元回信說：“此十數人者，皆上書名指拿之人，未可輕縱。”於是囚犯們全部遭到殺害。當時，兩江總督百齡因為破獲這一匪亂，上奏摺給眾官員表功，將龔麗正的名字列於首位，龔麗正聽說後，騎著馬來到百齡的官邸，遞交辭呈。百齡說：“爾之來，吾知其為辭保也。然安徽一省，官半登薦剡，豈可獨遺首府？若以此去官，尤不可。”龔麗正則回說：“不去官猶可，若一條血翎子，則斷斷不敢受也。”於是百齡便刪去龔麗正的名字。其後升江蘇蘇松太道，同官中以此案升官的，三年內皆莫名病死。